# Fortezza di Villafranca
La fortezza-torre di Villafranca era un antico insediamento difensivo e d'avvistamento, voluto dalla Repubblica di Genova nel XVI secolo, situata alle prime pendici ad est dell'abitato di Moneglia.

## Storia

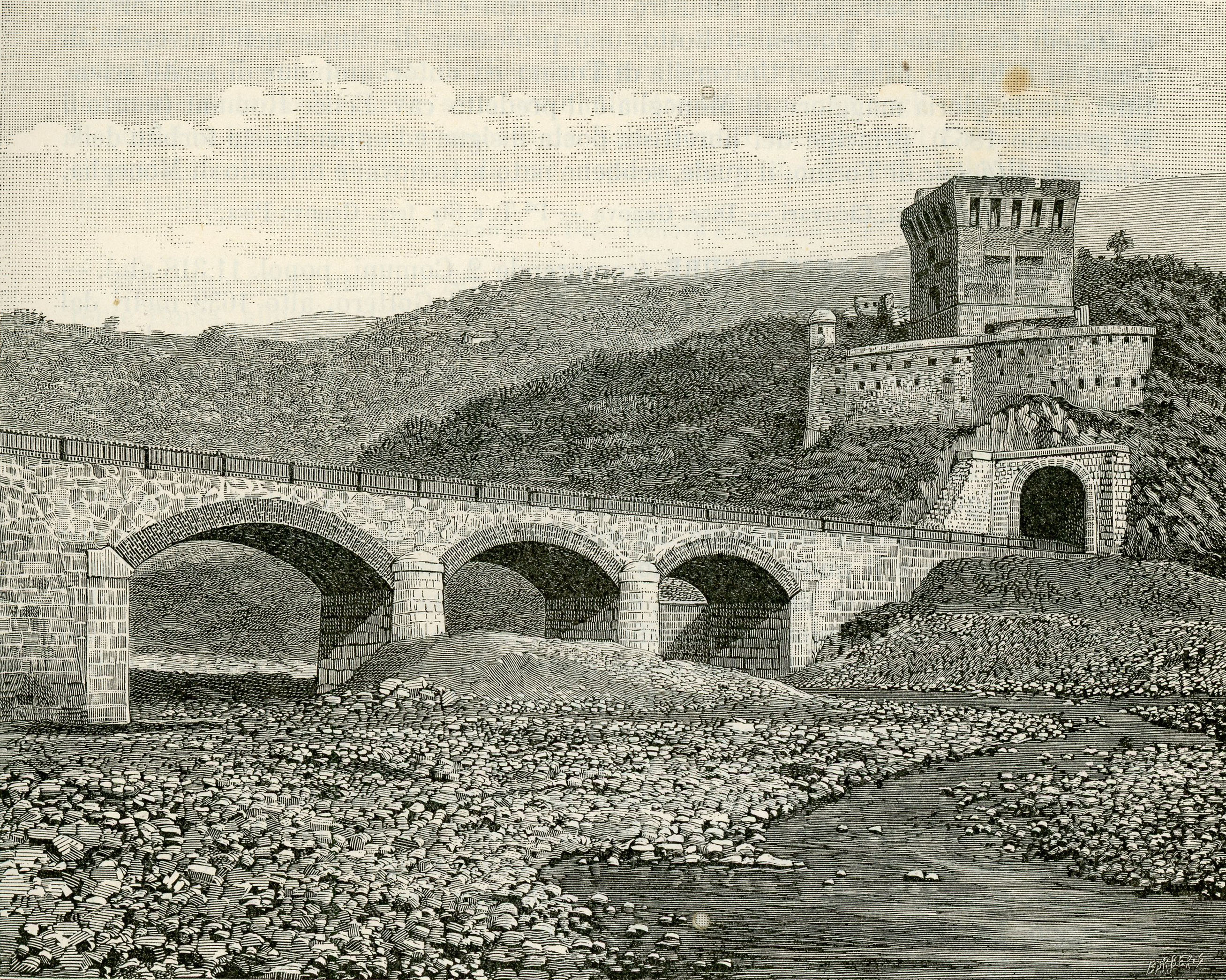
Xilografia del 1892 ritraente la fortezza e l'antico ponte

La torre si erge ad est dell'abitato odierno di Moneglia.
La fortezza, più piccola e meno importante rispetto al secondo castello cittadino di Monleone, secondo alcuni storici fu costruita dalla Repubblica di Genova intorno al 1130, successivamente manomessa e parzialmente distrutta. Ma studi più recenti (Valeria Polonio, "Testimonianza di arte e di fede nella storia di una comunità", Chiavari 2012) testimoniano la costruzione soltanto nel XVI secolo. Già nel 1564 la torre contribuì alla difesa del borgo contro i corsari che avevano devastato e depredato la vicina Lavagna.
Venne restaurata prima della seconda guerra mondiale dall'allora proprietario Luigi Burgo. Ulteriori e più pesanti danneggiamenti si verificarono durante il conflitto bellico della seconda guerra mondiale, ma recentemente la messa in sicurezza dell'edificio da parte del comune ha permesso l'apertura al pubblico.
Attualmente nelle vicinanze dei ruderi dell'antica fortezza sorge una villa del XIX secolo (Villa Maria) che presenta con essa  qualche analogia architettonica.